# José Luis Serrano Moreno
José Luis Serrano Moreno (Granada, 3 de octubre de 1960-ibídem, 29 de enero de 2016) fue un escritor español, catedrático de Filosofía del Derecho de la Universidad de Granada (UGR) y diputado del Parlamento de Andalucía por Granada, presidente del grupo parlamentario de Podemos.

## Escritor
Es autor de cinco novelas: La Alhambra de Salomón (Rocaeditorial, 2013), Brooklyn Babilonia (Alcalá, 2009), Zawi (Rocaeditorial, 2006), Febrero todavía (Planeta, 2001) y Al amparo de la ginebra (Planeta, 2000).
Asimismo, escribió trescientas columnas que bajo el nombre de Caoramas (miradas sobre el caos) fueron publicadas en su día en La Opinión de Granada.

## Profesor de Derecho
Fue catedrático de universidad del Departamento de Filosofía del Derecho de la UGR, especializado en Teoría del Derecho. Publicó 56 artículos y monografías en dos campos: el de la teoría general del Derecho y del Estado, y el de la ecología política y el derecho ambiental. Entre ellos destacan: Validez y vigencia: la aportación garantista a la teoría de la norma jurídica, de 1999, obra que en 2016 se convertirá en Sistemas jurídicos: líneas básicas para una teoría general, y Ecología y Derecho, de 1992, que a su vez se convirtió en 2007 en Principios de derecho ambiental y ecología jurídica.
Su formación posdoctoral vino de la Universidad de Fráncfort, donde pasó un año completo. Realizó también estancias largas en Estados Unidos (Universidad de Indiana de Pensilvania), Francia (Universidad Panthéon-Assas de París), Brasil (Universidad Federal de Santa Catarina) y Argentina (Universidad Nacional del Litoral, Santa Fe). Impartió más de cincuenta conferencias, ponencias a congresos y seminarios en cinco países y en tres idiomas. Dirigió tres proyectos de investigación y participó en otros cinco grupos, redes o proyectos, en todos los casos interdisciplinares y en la mayoría interuniversitarios.
Impartió docencia en el Grado en Derecho y en los dobles Grados de Derecho-Administración y Dirección de Empresas y Derecho-Ciencias Políticas, y en las licenciaturas previas a los cambios de plan, así como en los posgrados del Instituto de la Paz y los Conflictos y de la Facultad de Derecho, ambos de la UGR. También fue profesor de las licenciaturas en Sociología, Filosofía y Ciencias Ambientales de la Universidad de Granada. En total son treinta cursos académicos en asignaturas, las últimas de las cuales fueron: Teoría del Derecho, Derechos Humanos, Argumentación Jurídica, Análisis Institucional de Conflictos Ambientales (máster Paz y Conflictos) y Metodología Jurídica (máster Derecho de los Negocios).
Dio clases en varios programas de doctorado, tanto nacionales como internacionales, alguno de ellos acreditado con mención de calidad y dirigió cinco tesis doctorales. Participó en cuatro proyectos de innovación docente y fue director en dos sobre "Cine y Literatura como herramientas didácticas".
En distintas etapas de su carrera académica se acercó a los tres momentos del derecho: como asesor legislativo, como juez y como responsable administrativo. Así, durante dos años fue magistrado suplente del Tribunal Superior de Justicia de Andalucía; redactó varias proposiciones o anteproyectos de ley por encargo de grupos parlamentarios o administraciones públicas, y en el terreno administrativo emitió dictámenes e informes para grupos municipales y para bufetes de abogados.
En el plano de la gestión universitaria, fue durante un curso académico director de la Escuela Universitaria (hoy Facultad) de Trabajo Social de la UGR, director del Experto Universitario en Derecho Ambiental y coordinador del programa de doctorado "Derecho y democracia".

## Político andaluz

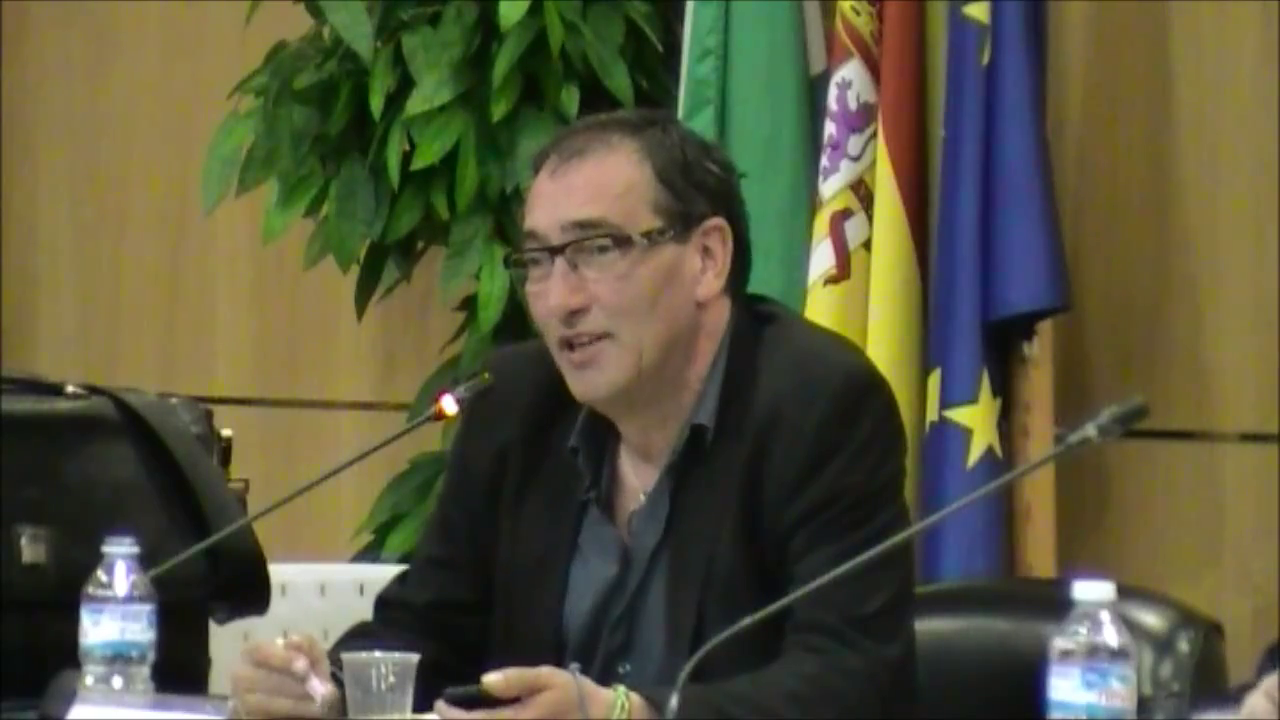
José Luis Serrano interviniendo en representación de Podemos en las VI Jornadas sobre Republicanismo Español de la UGR

En 1977, con dieciséis años, se afilió al Partido Socialista de Andalucía (partido nacionalista andaluz de izquierdas, antes ASA, después PA). Abandonó esa formación en 1979[cita requerida]. En 1985 fue elegido portavoz andaluz de la Coordinadora Estatal de organizaciones pacifistas para el referéndum sobre la permanencia de España en la OTAN[cita requerida]. En 1986, durante su estancia en Alemania, entró en contacto con Die Grünen, lo que le llevó a formar parte de la fundación de Los Verdes de Andalucía en 1988. En 2009 participa en la creación de Paralelo 36[cita requerida]. En diciembre de 2014 fue elegido miembro del Consejo Ciudadano de Podemos Granada.
En las elecciones autonómicas del 22 de marzo de 2015 fue elegido diputado al Parlamento de Andalucía por la provincia de Granada y, con posterioridad, portavoz adjunto y presidente del grupo parlamentario de Podemos.
Desde abril de 2015 fue miembro del Consejo Ciudadano de Podemos Andalucía.
Falleció en enero de 2016 a causa de un cáncer.
En febrero de 2016, instituciones, colectivos y personalidades, solicitan a la Junta de Andalucía la concesión de la Medalla de Andalucía a título póstumo para Serrano. Entre otros apoyos figuraban: la Universidad de Granada y muchas de sus entidades (la Facultad de Derecho, y varios Departamentos y Seminarios), la Universidad de Almería, el Ayuntamiento de Granada (por unanimidad), el Colegio de Ambientólogos de Andalucía, el Instituto Médico Forense de Granada, FACUA, Unidad Cívica Andaluza por la República, Sindicato Andaluz de Trabajadores, el Juez Decano de Granada y otros miembros de la judicatura española y latinoamericana, Juan Pinilla, Gregorio Cámara o Manuel Navarro Lamolda y un número extensísimo de profesores y catedráticos, cineastas, escritores y periodistas. Finalmente, el Consejo de Gobierno de la Junta de Andalucía no concedió la condecoración a Serrano.